# 放射性直肠炎
放射性直肠炎（radiation proctitis）又称放射性直肠病（radiation proctopathy）是一种以在放射治疗中暴露于X射线或其他电离辐射后直肠受损为特征的疾病。放射性直肠病可以是急性炎症，称为“急性放射性直肠炎”，或伴有以放射相关性血管扩张和慢性放射性直肠病为特征的慢性变化。放射性直肠炎最常见于宫颈癌、前列腺癌、膀胱癌和直肠癌等癌症的盆腔放射治疗后。放射相关性血管扩张和慢性放射性直肠炎涉及下肠道，主要是乙状结肠和直肠，以前称为慢性放射性直肠炎、盆腔放射性疾病和放射性肠病。

## 症状
急性放射性直肠病通常会引起盆腔疼痛、腹泻、急迫和排便冲动（里急后重）。可能会出现便血和大便失禁，但不太常见。直肠慢性辐射损伤（>3个月）可能导致直肠出血、尿失禁或继发性排便习惯改变。严重者可导致狭窄或瘘管形成。放射治疗后8-12个月可出现慢性放射性直肠病。

## 组织病理学
急性放射性直肠病是由于结肠内壁（上皮）的直接损伤引起的。急性放射性直肠病变的直肠活检显示位于固有层的上皮细胞和急性炎性细胞表面缺失。放射相关性血管扩张和慢性放射性直肠病变的直肠活检显示粘膜下小动脉缺血性动脉炎、粘膜下纤维化和新生血管。

## 诊断
如果怀疑有慢性放射性直肠病或放射相关性血管扩张，则必须彻底评估症状。评估应包括对直肠炎其他原因的风险因素的评估，如艰难梭菌结肠炎、非甾体抗炎药的使用和旅行史。需要系统地调查腹泻和排便疼痛等症状，并仔细处理每种症状的潜在原因。应考虑进行寄生虫感染（阿米巴症、梨形鞭毛虫病）和性传播感染（淋病奈瑟菌和单纯疱疹病毒）检测。放射治疗的位置很重要，针对除骨盆以外的身体部位（例如大脑、胸部等）的放射不应引起对放射性直肠病的考虑。
无论是结肠镜检查还是乙状结肠镜检查，内镜检查都是诊断直肠放射性损伤的主要手段。放射相关性血管扩张通常通过以血管扩张为特征的内窥镜检查的宏观表现来识别。粘膜活检可能有助于排除直肠炎的其他原因，但并非常规必要，可能会增加瘘管形成的风险。毛细血管扩张具有特征性，容易出血。其他内镜检查發現可能包括苍白、水肿和粘膜易碎。

### 分类
放射性直肠炎可在治疗后数周或数月或数年后发生：
- 急性放射性直肠炎——症状出现在治疗后的前3个月。[4]症状包括腹泻和排便冲动。
- 放射相关性血管扩张与慢性放射性直肠病——以前称为“慢性放射性直肠炎”，发生在初次接触后3-6个月。放射相关性血管扩张的特点是直肠出血、慢性失血和贫血。慢性放射性直肠病的特点是急迫、大便口径和稠度变化以及粘液增多。严重的病例可能出现罕见的瘘管和狭窄。[2]

## 治疗
为了减轻放射性直肠炎的影响，研究了几种方法。急性放射性直肠炎通常在几个月后不经治疗即可痊愈。当需要治疗时，症状通常会通过补水、抗腹泻剂和停止放疗而改善。丁酸灌肠也可能有效。
放射相关性血管扩张和慢性放射性直肠病变通常不會自行痊愈，需要额外的治疗。疗法包括硫糖铝、高压氧疗法、皮质类固醇、甲硝唑、氩等离子凝固、射频消融和福尔马林冲洗。要控制出血，所需的氩等离子凝固治疗次数平均为1至2.7次。
在少数对药物治疗和内窥镜治疗无效的情况下，可能需要手术。只有不到10%的放射性直肠病患者需要手术治疗。梗阻和瘘管等并发症可能需要手术治疗。

## 流行病学
高达30%的癌症盆腔放射治疗患者可能会出现放射性直肠病。